# Glidebaneargumentet
Glidebaneargumentet er en argumentationsform, hvor man påstår, at et fører til noget andet, ofte uden tilstrækkeligt at begrunde årsagssammenhængen mellem de to begivenheder. Ofte præsenteres følgevirkningen som en uundgåelig konsekvens af den første tilstand, der isoleret set virker ganske uskyldig. Begrebet refererer til et rutschebane, som man ikke kan komme af, når først man er om bord. Det anvendes ofte i den offentlige og politiske debat som forsøg på at afskrække. Glidebaneargumentet efterfølges undertiden af et retorisk spørgsmål i stil med "hvad bliver det næste?". 
Et eksempel på glidebaneargumentet:
| Citat                                   | Øget overvågning går ud over alle frem for de få, der begår kriminaliteten. Det er en glidebane. Først bruges overvågning til bekæmpelse af terror. Dernæst til bekæmpelse af vold. Hvad bliver det næste? At overvågning bruges til at udstede automatiske bøder for at tisse på gaden eller sortere affaldet forkert? Dette lyder måske som utænkeligt, men det er allerede tilfældet et sted i Danmark! | Citat |
| Karsten Lauritzen, folketingsmedlem (V) | |       |

Baggrunden for glidebaneargumentet er ofte frygt, fordomme eller tiltro til en autoritet. Glidebaneargumentets årsagssamenhæng kan umiddelbart synes korrekt. I eksemplet ovenfor ville anvendelse af salamimetoden netop betyde, at en smule mere overvågning på sigt vil føre til meget mere overvågning. Eksemplet er ikke perfekt, idet taleren faktisk godtgør, at der allerede er sket øget overvågning. 
Glidebaneargumentet anvendes særligt i moralske, etiske, principielle og kontroversielle spørgsmål som f.eks. rusmidler, abort, ytringsfrihed eller aktiv dødshjælp.